# Sequoia sempervirens
La sequoia o sequoia di California (Sequoia sempervirens [Don, Endlicher, 1847]) è un albero della famiglia delle Taxodiacee (più recentemente passato alle Cupressacee); il nome è un omaggio a Sequoyah, nativo americano Cherokee che inventò nel 1821 il sillabario Cherokee.
Originaria della parte occidentale del Nord America, cresce spontaneamente lungo una ristretta fascia costiera tra la California e l'Oregon. La maggior parte delle sequoie è situata all'interno del Parco nazionale di Redwood e in quello di Yosemite. Si tratta della specie vegetale più alta del mondo (può superare i 100 m d'altezza), ed è anche una tra le più longeve, potendo vivere oltre 2.000 anni.
Prima delle glaciazioni esistevano sequoie, o alberi molto affini, anche in Europa. È stata reintrodotta in Europa nella prima metà del XIX secolo per scopi ornamentali, ma in questo breve lasso di tempo le sequoie introdotte in Europa, con non più di 100-150 anni di vita, hanno raggiunto al massimo altezze di 40–50 m.

## Descrizione

### Portamento

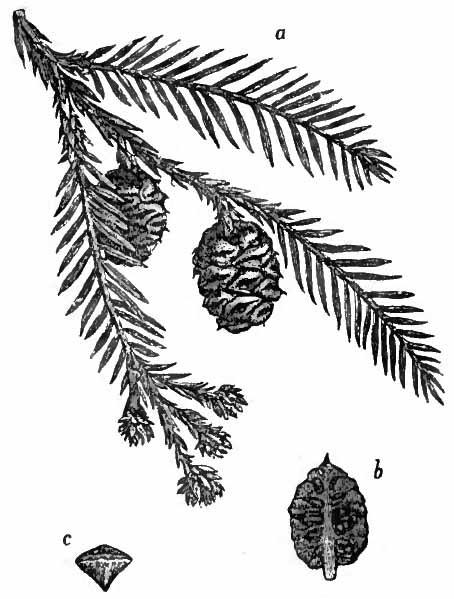
Foglie e semi della sequoia sempreverde

Ha un aspetto conico-piramidale, quasi colonnare ad apice talvolta appiattito. Possiede un tronco aromatico e profumato, con corteccia arancione-rossiccia (da cui il nome redwood in inglese) o rosso-marrone scuro, fibrosa, con il passare dell'età si screpola profondamente.
Può superare i 100 metri d'altezza e raggiungere un diametro alla base del tronco di oltre 7 metri. Un esemplare chiamato Hyperion, situato nel Parco nazionale di Redwood, raggiunge i 115,55 metri, ed è l'albero più alto del mondo, mentre un altro esemplare chiamato Lost Monarch è il più grande di questa specie per volume: presenta un tronco del diametro di 7,9 metri, un'altezza di 97,8 metri e un volume stimato di 1 200 m³ di legno.
Tra gli alberi il primato in termini di volume massimo spetta invece agli esemplari più grossi di sequoia gigante (Sequoiadendron giganteum), diffusa esclusivamente sulle montagne della Sierra Nevada della California, nonostante raggiunga altezze generalmente inferiori ai 90 m, ha un tronco dalla conformazione più massiccia.

### Foglie
Ha foglie persistenti, aghiformi, piatte e appuntite. Le foglie sono verde scuro nella parte superiore e raggrinzite. Le branche superiori sono orizzontali, mentre quelle inferiori sono rivolte verso il basso. Sono lunghe dai 2 ai 7 mm

### Coni

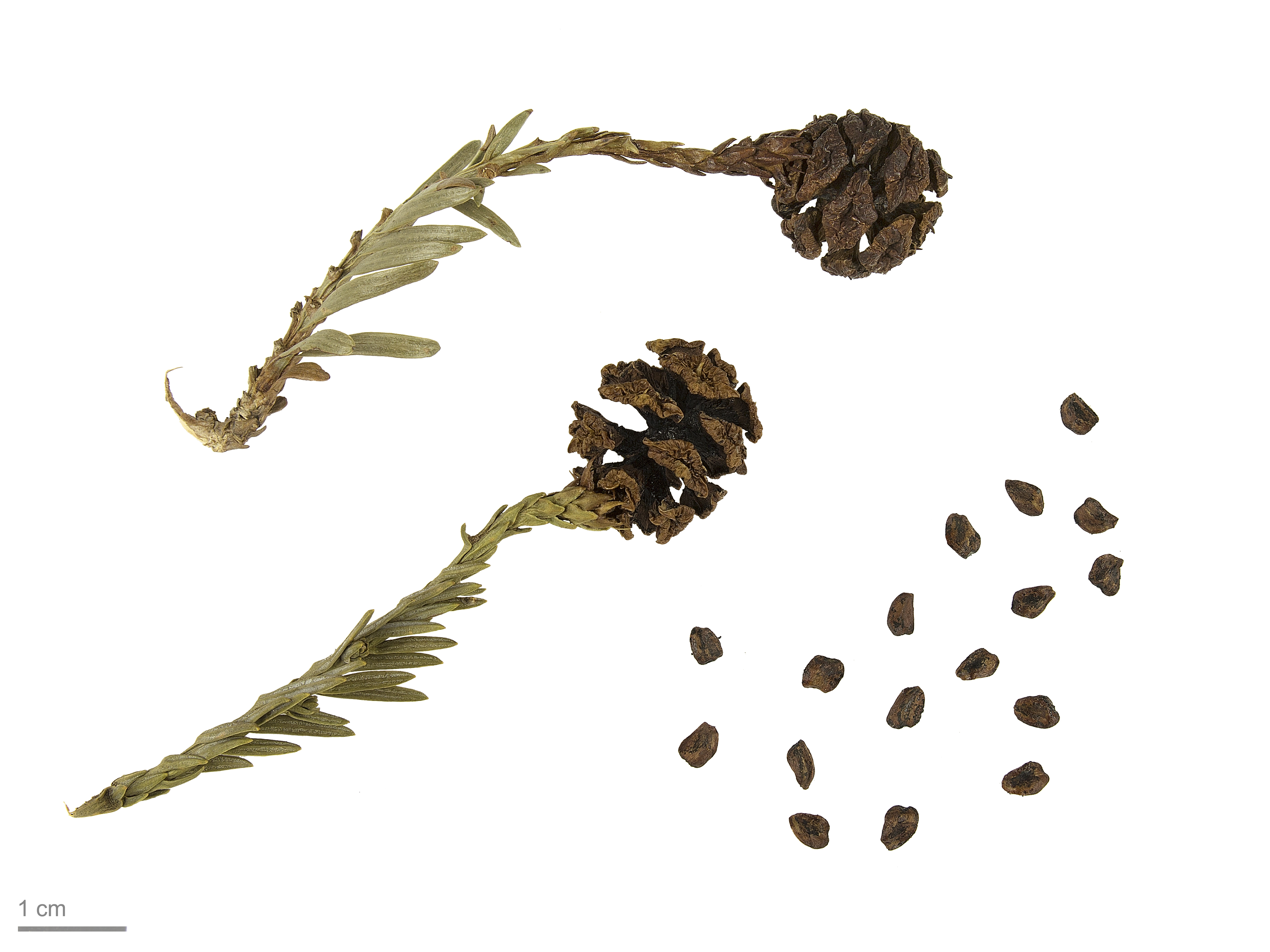
Sequoia sempervirens

I coni femminili sono strobili ovoidali, allungati e legnosi a maturità, rilasciano semi alati. Non si sfaldano a maturità e cadono dall'albero interi.
I coni maschili, piccoli, gialli, si formano all'apice dei germogli giovani.

## Distribuzione e habitat

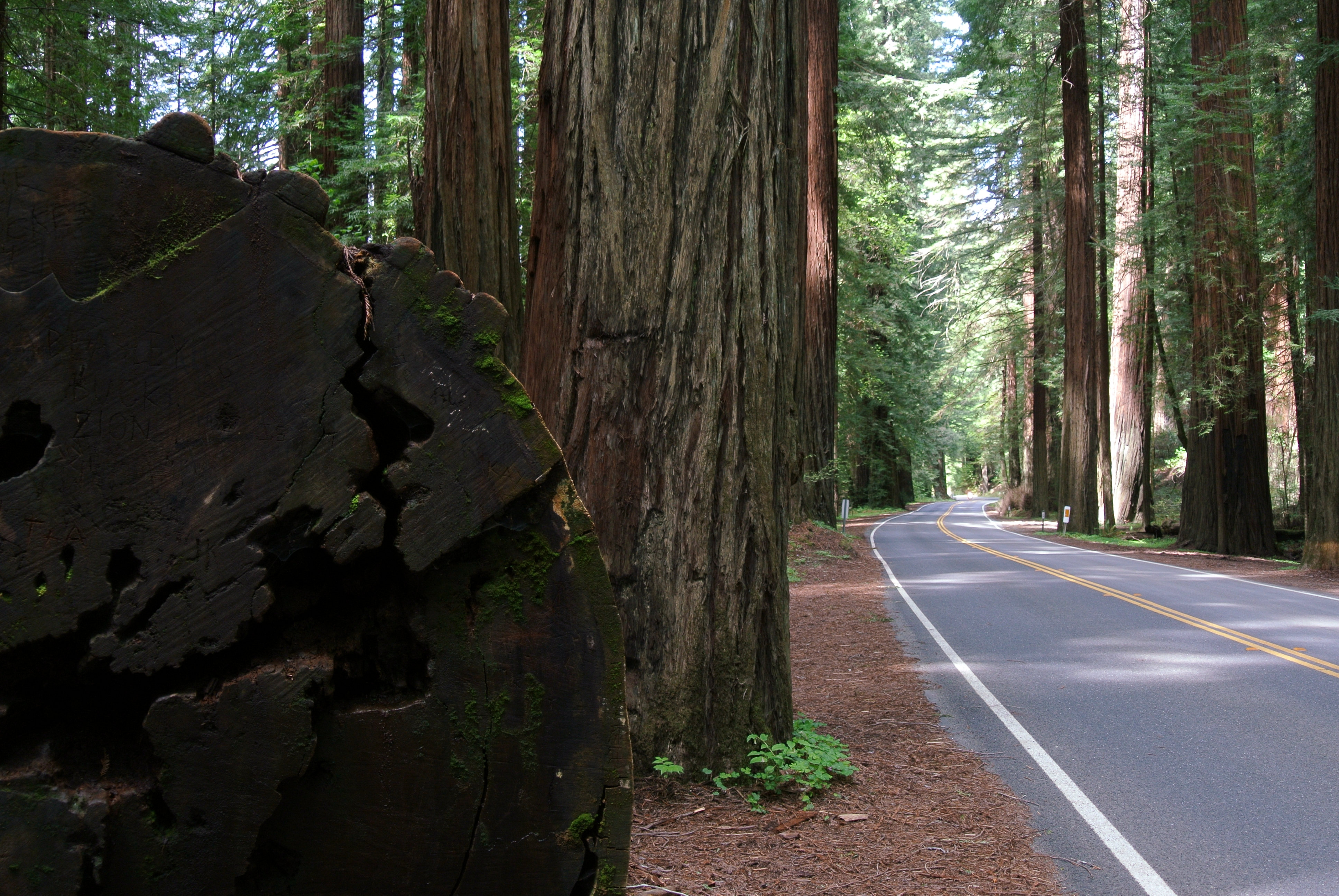
Sequoie e California State Route 254

In natura cresce in modo spontaneo lungo la fascia costiera che va dalla California all'Oregon, nel raggio di 60 km dall'oceano Pacifico; la pianta predilige un tipo di clima oceanico temperato ricco di umidità, non tollera invece climi continentali e temperature troppo rigide. È diffusa fino ad altitudini di 1.000 m sul livello del mare, ma generalmente cresce ad altitudini inferiori ai 300 m. Le sequoie prediligono terreni di origine alluvionale dove formano foreste pure o miste con altre specie di conifere locali come la Pseudotsuga menziesii e la Picea sitchensis.

## Coltivazione
Le sequoie crescono bene nei terreni profondi, umidi e ben drenati, in posizioni riparate. La Sequoia sempervirens tollera più dell'altra specie le posizioni completamente ombreggiate, ma cresce più rapidamente al sole. Si piantano in autunno o in primavera. Si mantiene il terreno umido; nei primi anni dopo la "messa a dimora", in marzo-aprile si distribuisce uno strato di terriccio di foglie, per favorire l'umidità del terreno.

## Usi
Le sequoie sono state piantate sia per ornamento sia per fini forestali in diverse parti del mondo, Italia compresa, e sono inselvatichite in Nuova Zelanda.